# The Christian Science Monitor
The Christian Science Monitor ("El Monitor de la Ciència Cristiana") és un setmanari internacional que té la següent missió: "no fer mal a ningú, sinó beneir tota la humanitat ". Va ser creat el 1908 per Mary Baker Eddy, fundadora també de l'Església de Crist, Científic (també coneguda com a església de la Ciència Cristiana).
El periòdic no recorre a les agències de notícies per obtenir la informació. En el seu lloc, la publicació compta amb els seus propis corresponsals localitzats en 19 països arreu del món.
Malgrat el seu nom, The Christian Science Monitor és un diari que s'ocupa d'esdeveniments actuals de tot el món. La publicació professa que el seu propòsit no és evangelitzar. Amb l'excepció d'un article religiós a la secció Articles on Christian Science, el diari publica notícies dels Estats Units i del món.
Ha rebut diversos Premis Pulitzer a l'excel·lència periodística. entre la seva plantilla de treballadors va figurar, entre 1997 i 2007, Clay Bennett, dibuixant de tires còmiques polítiques, i guanyador del Premi Pulitzer el 2002.